# Гагинская, Елена Романовна
Елена Романовна Гагинская (род. 15 июля 1932, Горький, СССР) — профессор кафедры цитологии и гистологии биологического факультета Санкт-Петербургского государственного университета, доктор биологических наук, заведующая лабораторией структуры и функций хромосом, основатель центра коллективного пользования «Хромас», лауреат премии Правительства Санкт-Петербурга за выдающиеся достижения в области высшего и среднего профессионального образования.

## Биография
Елена Романовна Гагинская родилась 15 июля 1932 в г. Горький в семье художника. К началу Великой Отечественной войны семья жила в Ленинграде. Отец погиб на фронте, мама осталась с двумя детьми на руках. В Ленинград семья смогла вернуться после окончания блокады. После окончания школы Елена Романовна поступила в Ленинградский государственный университет. Её учителем и научным руководителем в студенческие годы был выдающийся орнитолог Алексей Сергеевич Мальчевский. Научные интересы Елены Романовны развивались от фаунистики и исследования миграции птиц к изучению клеточных механизмов оогенеза и структурно-функциональной характеристики ядра и далее к фундаментальным проблемам эволюции геномов.
После защиты кандидатской диссертации Гагинская стала заведующей лабораторией электронной микроскопии Биологического института ЛГУ. Это было вспомогательное подразделение, обеспечивающее работу приборного комплекса, который использовали в своей исследовательской практике специалисты разных лабораторий Биологического института. Елена Романовна постепенно превратила её в исследовательскую лабораторию, в которой работали студенты, аспиранты, молодые ученые. Работая на гистологических и ультратонких срезах яичников, Гагинская и её ученики изучили цитологические аспекты оогенеза птиц, идентифицировали новый класс структур, формирующихся в растущих ооцитах на хромосомах и описали особый, промежуточный тип оогенеза у птиц, для которого характерно выключение рибосомных генов в ядре ооцита. В середине 80-х годов под влиянием работ Г. Кэллана, Г. Макгрегора и Дж. Голла в лаборатории впервые в мире разработали методику выделения хромосом типа ламповых щеток из ооцитов птиц. Успехи исследования хромосом ламповых щеток птиц привели к тому, что в 1986 лаборатория была переименована в лабораторию структуры и функции хромосом, широко известную своими достижениями во всем мире. Российская школа изучения гигантских транскрипционно активных хромосом получила высокую оценку и, по мнению классика цитогенетики профессора Лейстерского университета Герберта Макгрегора, «в настоящее время именно российская школа объективно может считаться ведущей в этой области биологии развития, клеточной биологии и эволюционной цитогенетики». После ухода из жизни Герберта Макгрегора Петербургская школа ведет международный сайт, посвященный ламповым щеткам.
В 90-е годы в лаборатории структуры и функции хромосом не переставали делать открытия и публиковать работы в ведущих научных изданиях. Баннер Российского фонда фундаментальных исследований долгое время включал в себя наряду с фотографией радиотелескопа изображение хромосомы ламповой щетки зяблика, сделанной в лаборатории Елены Романовны. В 1997 году на базе лаборатории был создан первый в СПбГУ Центр коллективного пользования «Хромас» (в 2003 г. ЦКП «Хромас» включен в сеть ЦКП РФ, в 2010 г. вошёл в сеть ресурсных центров СПбГУ, в 2014 — получил статус ресурсного центра Научного парка СПбГУ). Елена Романовна руководила работой центра до 2015 года.
Ведущая научная школа «Феномен хромосом типа ламповых щеток: вклад в биологию развития, клеточную биологию и эволюционную цитогенетику» под руководством профессора Елены Романовны Гагинской многие годы поддерживалась программой Президента Российской Федерации и дала путевку в жизнь многим ученым. На протяжении многих лет её работа ориентирована на комплексное изучение феномена хромосом типа ламповых щеток и на использование ламповых щеток птиц в качестве модельного объекта для анализа фундаментальных проблем структуры, функционирования, регуляции и эволюции эукариотического генома. Опубликованные в последние два года работы по организации и эволюции ядрышкового организатора открыли новое направление для развития исследований школы и в очередной раз раздвинули горизонты для учеников и коллег профессора Гагинской.